# 王海玲
王海玲（1952年11月12日—），原名王桂仙，台灣豫劇女演員，在高雄市出生，師從張岫雲學習豫劇表演藝術，工旦行，2017年公職退休，現在是臺灣豫劇團客席藝術總監（曾兼代理團長）。曾任國立臺南藝術大學中國音樂學系兼任副教授級專業技術人員，現任國立中山大學劇場藝術學系兼任副教授、國立高雄師範大學兼任副教授、國立高雄大學兼任副教授。第四屆國家文藝獎戲劇類得主。

## 生平
王海玲原名王桂仙，學習豫劇之前曾學過8個月的芭蕾舞，後在任職於海軍陸戰隊的乾爹王鴻舉介紹下，於1959年考進中華民國海軍陸戰隊飛馬豫劇隊學生班，成為第一期學生，因屬海字輩，藝名「海玲」，時年才八歲，被譽為「八齡神童」。
王海玲初次嶄露頭角是在1966年，第六屆海軍康樂大競賽表演賽中，演出豫劇《花木蘭》，因她臨時被推舉為主演，且在一週內學會該劇，而有「王大膽」的封號。她從此開啟知名度，得以在學生生涯中演繹更多主要角色。次年，於國軍文藝金像獎的競賽戲《岳雲》，首次反串武生岳雲。1968年畢業公演，則是移植自俞大綱編劇《新繡襦記》的《李亞仙》。
畢業後王海玲仍持續演出。於1969年4月，在陽明山中山樓為中國國民黨十全大會演出《楊金花》，受總統蔣中正伉儷賞識，多次帶頭鼓掌，並在欣賞完三個多鐘頭的戲後，犒賞兩萬塊的紅包給豫劇隊，同年5月她得到中國文藝協會頒發的豫劇表演獎，7月國防部將飛馬豫劇隊納入正式編制，不再是任務編組。1970年起，王海玲開始向原任職於陸光豫劇隊後轉至飛馬豫劇隊的周清華，學習青衣唱功戲，逐漸培養出「全能旦角」的本事，並於1974年主演豫劇電影《秦良玉》。王海玲曾應邀到德國、法國、奧地利、義大利、新加坡、美國、英國、英屬香港、中國河南省等地公演。王海玲於1985年由河南同鄉會封為「豫劇皇后」，張岫雲封為豫劇皇太后。2000年，王海玲獲獎，是第四屆國家文藝獎戲劇類得主。
身為演員的王海玲亦曾擔任行政領導職。2008年3月19日起，她接替原代理團長韋國泰，出任臺灣豫劇團代理團長，同年10月23日交接卸任。2017年王海玲演出退休作品《觀‧音》，本劇導演是戴君芳、編劇是劉建幗。隔年，王海玲退休後轉任臺灣豫劇團客席藝術總監。
王海玲已婚，與劉淞浦育有2女，大女兒劉建華為臺灣豫劇團演員，工生行，小女兒劉建幗是奇巧劇團團長，擔任編劇、導演。經由王海玲指導的學生則有蕭揚玲、謝文琪、孫紫峮等。

## 獎項
1969年王海玲主演《楊金花》，所飾演的楊金花綜合了閨門旦、武旦、武小生的行當表演特色，讓她以17歲年紀獲得中國文藝協會頒贈第十屆戲曲類「豫劇表演獎」，是該獎項歷年最年輕的得獎人，與王海玲同時獎得的還有許貴雲。1991年獲得美國紐約亞洲最傑出藝人獎。1998年獲得全球中華文化藝術薪傳獎。2000年王海玲獲得中華民國第四屆國家文藝獎戲劇類獎項、中華民國教育部薪傳獎。2018年以《一生只豫王海玲經典唱段選粹》獲得第29屆傳藝金曲獎「最佳傳統音樂專輯獎」、「最佳詮釋獎：演唱類」。

## 王海玲經典傳承計畫
2016年，時任客席藝術總監林幸慧與王海玲共同籌畫，篩選王海玲過往演出的傳統經典劇目，該系列演出名為「王海玲經典傳承計畫」。
| 年份   | 劇目               | 主演                           | 演出地點           |
| ------ | ------------------ | ------------------------------ | ------------------ |
| 2022年 | 陳三兩爬堂         | 謝文琪、劉建華                 | 高雄文化中心至善廳 |
| 2022年 | 佘太君討彩禮       | 連宏真、林文瑋                 | 高雄文化中心至善廳 |
| 2021年 | 【經典折子戲匯演】 |                                | 高雄文化中心至善廳 |
| 2021年 | 三娘教子           | 謝文琪、繆乙葳                 | 高雄文化中心至善廳 |
| 2020年 | 白蓮花             | 謝文琪、張仕勛                 | 臺北市大稻埕戲苑   |
| 2020年 | 閻惜姣             | 張瑄庭、林文瑋、張育茂         | 臺北市大稻埕戲苑   |
| 2019年 | 【豫劇折子戲匯演】 |                                | 臺北市大稻埕戲苑   |
| 2019年 | 寒江關             | 謝文琪、劉建華                 | 臺北市大稻埕戲苑   |
| 2018年 | 大祭樁             | 謝文琪、連宏真                 | 臺北市大稻埕戲苑   |
| 2018年 | 唐伯虎點秋香       | 劉建華、孫紫峮                 | 臺北市大稻埕戲苑   |
| 2017年 | 王月英棒打程咬金   | 張瑄庭、張育茂                 | 臺北市大稻埕戲苑   |
| 2017年 | 洛陽橋             | 孫紫峮、劉建華                 | 臺北市大稻埕戲苑   |
| 2016年 | 【豫劇折子戲專場】 |                                | 臺北市大稻埕戲苑   |
| 2016年 | 秦少游與蘇小妹     | 劉建華、謝文琪                 | 臺北市大稻埕戲苑   |
| 2015年 | 穆桂英             | 謝文琪、劉建華、林文瑋、張育茂 | 臺北市大稻埕戲苑   |
| 2015年 | 王魁負桂英         | 蕭揚玲、張瑄庭、劉建華、林原茂 | 臺北市大稻埕戲苑   |
| 2014年 | 大腳皇后           | 張瑄庭                         | 臺北市大稻埕戲苑   |
| 2014年 | 三打陶三春         | 張瑄庭                         | 臺北市大稻埕戲苑   |

## 外部連結
- YouTube上的幕前幕後－王海玲的豫劇世界
- 王海玲戲劇類 - 國家文化藝術基金會 （页面存档备份，存于）
- 浩然藝文講座 王海玲 - 浩然藝文數位博物館 （页面存档备份，存于）
- 人文港都─兩根木梆子 聲傳半世紀─台灣豫劇團與豫劇皇后王海玲─  （页面存档备份，存于）

| 前任： 韋國泰 | 臺灣豫劇團代理團長 2008年3月19日－2008年10月23日 | 繼任： 詹昭榮 |